# Satō Tatsuo
Satō Tatsuo (japanisch 佐藤 達夫; geboren 1. Mai 1904 in Kurume (Präfektur Fukuoka); gestorben 12. September 1974) war ein japanischer Jurist.

## Leben und Wirken
Satō Tatsuo schloss 1928 seine Ausbildung als Jurist an der kaiserlichen Universität Tokio ab und trat er in das Innenministerium ein. Er wechselte 1932 zum „Legal Affairs Bureau“ (法務局) und wirkte von 1947 bis 1954 als Generaldirektor des „Legislation Bureau“ (法制局). Nachdem er 1955 als Forscher an der National Diet Library gearbeitet hatte, wurde er 1962 zum Präsidenten der „National Personnel Authority“ (人事院, Jinjiin) ernannt und hatte diese Position bis zu seinem Tod 1974 inne. Während dieser Zeit war er nicht nur für die Ausarbeitung der japanischen Verfassung verantwortlich, sondern auch an der Verabschiedung des nationalen Gesetzes über den öffentlichen Dienst beteiligt.
Neben Schriften wie „Kokka sōdōinhō“ (国家総動員法) – „Nationales Mobilmachungsgesetz“, „Kokka kōmuin seido“ (国家公務員制度) – „Nationales Beamtensystem“, „Nihon kempō seiritsu-shi“ (日本国憲法成立史) – „Entstehungsgeschichte der Verfassung Japans“ gibt es Aufsatzsammlungen wie „Shokubutsu-shi“ (植物誌) – „Geschichte der Botanik“, „Hana no gashū“ (花の画集) – „Sammlung von Blumenbildern“, insgesamt drei Bände, und „Hōritsu no akuma“ (法律の悪魔) – „Der Teufel im Gesetz“.
Satō war bekannt für seine vielfältigen Hobbys und erhielt 1967 den „Japan Essayist Club Award“ (日本エッセイストクラブ賞) für die „Geschichte der Botanik“.